# NGC 376

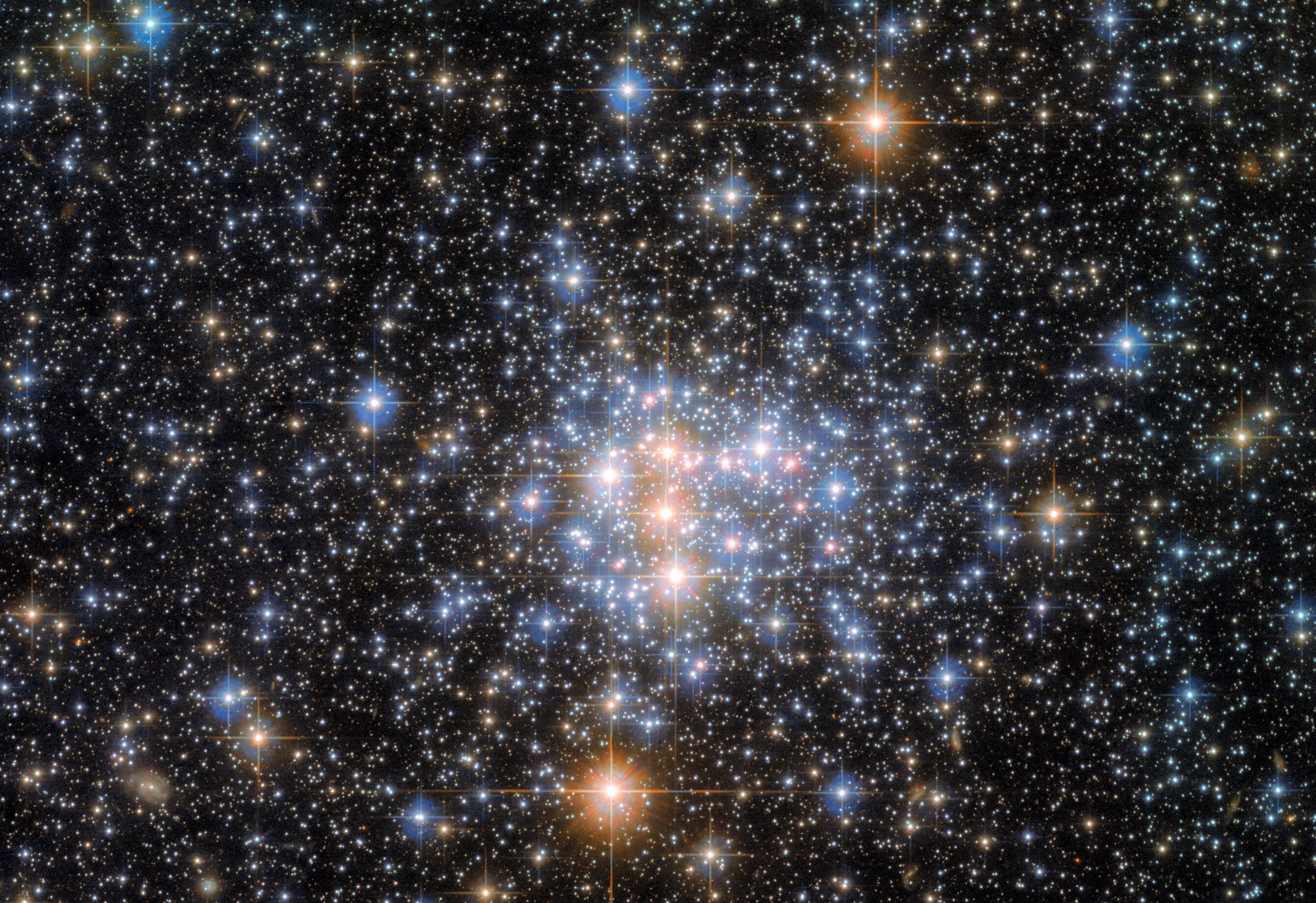
HST

NGC 376是位於杜鵑座的一個疏散星团 。它於1826年9月2日由蘇格蘭天文學家詹姆士·敦洛普所發現。NGC 376形狀不規則，NGC 376位於小麦哲伦星系東部。